# ジャコピーノ・デッラ・スカラ
ジャコピーノ・デッラ・スカラ（Jacopino della Scala、? - 1215年）、ヴェローナ領主を代々治めるスカリゲル家の一員でイタリアの商人や政治家であった人物。
レオナルド・デッラ・スカラや「デッラ・スカラ王朝」の始祖であるアルドゥイーノ・デッラ・スカラ（Arduino della Scala）の息子、またカラフィーナ・ガムバレリ（Karafina Gambarelli）やその夫バルドゥイノ・デッラ・スカラ（Balduino della Scala）の孫として生まれたとされるが生年は不明である（12世紀であることは分かっているが）。
ジャコピーノは初め羊毛の商人として働いていたものの、それほど裕福ではなく、高貴な称号も有していなかった。しかし、後に友のつてと政治的技量をもってして、神聖ローマ帝国によるオスティリアやチェレーアのポデスタ（中世のコムーネの執政長官）の座に就いたことが知られている。またジャコピーノ・デッラ・スカラはほとんどすべてのヨーロッパの君主の祖先であったとされている。
妻の名前は不明だが、ジャコピーノにはアルベルト1世・デッラ・スカラ、マスティーノ1世・デッラ・スカラ、マンフレド（Manfredo）、Boccaの4人の子女が産まれた。ジャコピーノはフランス皇帝となるナポレオン・ボナパルトの最初の親戚でもある。